# 増田日出雄
増田 日出雄（ますだ ひでお、1939年5月22日 - )は、元学校法人関東学院理事長、一般社団法人神奈川政治経済懇話会理事。

## 略歴
- 1962年（昭和37年） 3月 関東学院大学経済学部経済学科卒業。
- 1962年（昭和37年） 4月 日本揮発油株式会社（現日揮）株式会社入社
- 1996年（平成 8年） 6月 同社 取締役 経営統括本部長代理
- 1998年（平成10年） 6月 同社 常務取締役 経営統括本部長
- 2001年（平成13年） 6月 同社 専務取締役 経営統括本部長
- 2002年（平成14年） 6月 同社 代表取締役 副社長
- 2006年（平成18年） 6月 同社 代表取締役 副会長[1][2]
- 2009年（平成21年） 6月 同社 顧問
- 2009年（平成21年） 7月 学校法人関東学院常務理事・評議員
- 2011年（平成23年） 2月 一般財団法人齋藤清子オリーブ奨学金財団代表幹事
- 2013年（平成25年） 4月 学校法人関東学院理事長就任。